# Министерство внутренних дел Анголы
Министерство внутренних дел Республики Ангола (порт. Ministério do Interior da República de Angola, MININT) — ангольское правительственное ведомство поддержания правопорядка и общественной безопасности. Играло важную роль в гражданской войне. Несколько раз подвергалось основательной реорганизации.

## Предыстория до независимости. 1975
После Революции гвоздик начался процесс деколонизации заморских территорий Португалии. В январе 1975 Алворское соглашение определило порядок предоставления независимости Португальской Анголе. Представители трёх противоборствующих антиколониальных движений — марксистского МПЛА, леворадикального УНИТА, консервативного ФНЛА — создали Президентский совет переходного правительства. В его составе учреждались функциональные ведомства, в том числе министерство внутренних дел. Возглавил это министерство представитель ФНЛА Нгола Кабангу, его заместителями стали Энрике Сантуш Онамбве (МПЛА) и Жуан Муломбо Вайкене (УНИТА).
Баланс сохранялся недолго, Алворское соглашение вскоре было нарушено. В июле 1975 года вооружённые формирования МПЛА выбили из Луанды ФНЛА и УНИТА и установили контроль над столицей. 11 ноября 1975 была провозглашена независимость Народной Республики Ангола (НРА) под властью коммунистического МПЛА. Первым президентом Анголы стал лидер МПЛА Агостиньо Нето. Началась многолетняя гражданская война правительства МПЛА с повстанческим движением Жонаша Савимби.

## MAI и мятеж. 1976—1977
В правительстве Лопу ду Нашсименту был учреждён аналог МВД — Министерство внутренней администрации (MAI). Министром назначен активный участник войны за независимость Ниту Алвиш, лидер радикально-коммунистического крыла МПЛА. Полномочия амбициозного Алвиша были заблаговременно ограничены: MAI не являлось силовым ведомством, его функции сводились к территориальному управлению. Полицейский корпус Сантаны Петроффа подчинялся командованию правительственных войск ФАПЛА, органы госбезопасности конституированы в спецслужбе DISA Луди Кисасунды.
Идеологический радикализм и политические амбиции Алвиша привели к жёсткой конфронтации в партийно-государственном руководстве. 29 октября 1976 он был снят с министерского поста, MAI расформировано. 27 мая 1977 Алвиш возглавил Мятеж «фракционеров». Выступление было жестоко подавлено правительственными силами при помощи кубинских войск.

## Переходный период SEOI. 1978—1979
В течение полутора лет в Анголе отсутствовало правительственное ведомство внутренних дел. Функции МВД выполнялись военным министерством, органами госбезопасности, армейским и полицейским командованием. Только 26 мая 1978 при правительстве НРА был создан Государственный секретариат по внутреннему порядку (SEOI), в ведение которого были переданы полицейская и тюремно-конвойная службы. Эту временную структуру возглавлял полковник армейской секьюрити Алешандре Киту, его заместителем был координатор партийных комиссаров Лоренсу Жозе Феррейра, он же Дианденге.

## MININT в гражданской войне. 1980—1990-е
Массовые репрессии и многотысячные убийства создали крайне одиозную репутацию DISA. К концу 1970-х президент Нето не мог полностью игнорировать негодование в стране и за рубежом. 22 июня 1979 DISA был расформирован, на генерала Кисасунду и его подчинённых возложена вина за «эксцессы». Одновременно в правительстве учреждалось Министерство внутренних дел (MININT). Министром был назначен армейский политкомиссар Кунди Пайхама, активный участник войны с УНИТА.
Новая структура MININT включала полицию, места заключения, погранвойска, миграционный контроль, экономические расследования, службы чрезвычайных ситуаций, управление провинциальными администрациями, первоначально также подразделения госбезопасности. 7 июля 1980 новый президент Жозе Эдуарду душ Сантуш учредил профильное Министерство государственной безопасности (MINSE). В новое ведомство были переданы функции госбезопасности, пограничной охраны, тюрьмы и лагеря военнопленных. Во главе MINSE стал Кунди Пайхама. Министром внутренних дел был назначен Алешандре Киту.
В 1980-х MININT выросло в мощную силовую структуру. Полиция обеспечивало силовой контроль на фоне гражданской войны, а также поддерживала правопорядок и вела борьбу с общеуголовной преступностью. До конца 1980-х Алешандре Киту считался самым влиятельным политиком НРА после президента душ Сантуша. В мае 1989 в результате интриги конкурирующих силовиков Киту был заподозрен в заговоре против душ Сантуша, тайных связях с США и отстранён от должности (важным обвинением стала несанкционированная передислокация полицейского спецназа в Кабинду, воспринятая как подготовка государственного переворота). Следующие главы MININT проходили особую проверку на лояльность в канцелярии душ Сантуша.
В начале 1990-х МПЛА отказалась от коммунистической идеологии, приняла многопартийную систему и рыночную экономику. 23 февраля 1991 было распущено MINSE. Функции госбезопасности вернулись в MININT, хотя поначалу не имели структурного оформления (т. н. «период турбулентности»). Полицейские подразделения MININT участвовали в Хэллоуинской резне после первых многопартийных выборов 1992 и обвинений в фальсификациях со стороны УНИТА.
27 августа 1993 был утверждён Органический статут MININT, определивший новые принципы деятельности и структуру министерства. Формально MININT было деидеологизировано и департизировано, однако реально министерство оставалось под контролем МПЛА. 25 марта 1994 в структуре MININT учреждено подразделение госбезопасности — Служба информации (SINFO).
В целом в 1990-х, как и ранее, политика MININT определялась задачами гражданской войны. Министерский пост занимали основатель ангольской полиции Сантана Петрофф и армейский офицер Фернанду да Пьедаде Диаш душ Сантуш, близкий сподвижник и родственник президента душ Сантуша.

## Послевоенное реформирование. 2000—2010-е
Гражданская война в Анголе завершилась после гибели Жонаша Савимби 22 февраля 2002 и переговоров правительства с УНИТА. Было достигнуто соглашение о мирном урегулировании. УНИТА интегрировалась в ангольскую политическую систему в качестве оппозиционной партии. В новых условиях была проведена очередная реформа спецслужб и силовых ведомств. 16 августа 2002 принят закон о системе национальной безопасности. Госбезопасность снова была выведена из MININT и конституирована как самостоятельное ведомство. В 2010 SINFO преобразована в Службу разведки и государственной безопасности (SINSE). В Министерстве внутренних дел остались подразделения правоохраны и чрезвычайных ситуаций.
Усилиями MININT удалось стабилизировать положение, несколько снизить уровень преступности. Общая правовая политика не допускала массовых кровопролитий, подобных событиям 1977 и 1992 годов. В то же время MININT являлась инструментом власти правящей группы душ Сантуша. Полиция регулярно использовалась для пресечения политических протестов. В марте 2011 в Луанде была подавлена попытка инициировать подобие Арабской весны. 27 мая 2012 жёстко подавлен бунт демобилизованных военнослужащих. Полицейский спецназ с вертолётом разгонял отмечание 40-летней годовщины Мятежа «фракционеров» 27 мая 2017.
Главы MININT были видными деятелями МПЛА, полностью лояльными президенту душ Сантушу. Наибольшим политическим влиянием из них обладали Себаштьян Мартинш и Анжело Вейга Тавариш. При этом в силовом блоке существовала управляемая конкуренция. Наибольшим могуществом располагала военная канцелярия и служба безопасности президента, которые возглавлял ближайший сподвижник душ Сантуша Мануэл Элдер Виейра Диаш, известный как генерал Копелипа. В аппаратном противостоянии Копелипа одержал верх над Мартиншем, вынудив его к отставке.

## Структура
Система MININT включает пять управлений центрального уровня:
- Национальная полиция (PN) — военизированная структура общественной безопасности; осуществляет оперативные мероприятия по пресечению уголовной преступности и массовых беспорядков
- Служба криминальных расследований (SIC) — исполнительный орган MININT; соединяет функции следственной службы, уголовного розыска, борьбы с оргпреступностью
- Пенитенциарная служба (SP) — исполнительный орган MININT; контролирует места лишения свободы, исполнение судебных приговоров, режим тюремного содержания, практику условно-досрочного освобождения, социальную реабилитацию и реинтеграцию заключённых
- Миграционная служба (SME) — исполнительный орган MININT; контролирует въезд, выезд и транзит через территорию страны, пресекает нелегальную иммиграцию, ведёт наблюдение за иностранными гражданами, особенно при их временном трудоустройстве
- Служба гражданской обороны и противопожарной безопасности (SPCB) — исполнительный орган MININT; осуществляет и координирует аварийно-спасательные и профилактические работы при чрезвычайных ситуациях и стихийных бедствиях

Территориальные управления MININT, прежде всего PN, действуют на всей территории страны. Все службы министерства располагают административной автономией, собственным бюджетом и имуществом. В полицейском статуте оговорено, что PN может действовать и за пределами Анголы при условии правового обоснования.

## Современное положение. 2020-е
26 сентября 2017 пост президента Анголы занял Жуан Лоренсу. 8 сентября 2018 Лоренсу возглавил МПЛА. Вопреки первоначальным ожиданиям, новый глава государства и правящей партии повёл жёсткую кампанию против прежнего правящего клана. Это отразилось в силовых ведомствах и спецслужбах.
24 июля 2019 министром внутренних дел Анголы назначен генерал Эужениу Сезар Лаборинью (ранее директором SINSE стал генерал Фернандо Миала, позднее госминистром по безопасности и начальником президентской СБ — генерал Франсишку Фуртадо). Были произведены кадровые перемены в ключевых подразделениях MININT. В январе 2022 во главе PN стал Арналдо Мануэл Карлуш (начальник полиции с 2017 сменился четыре раза), новым генеральным директором SIC назначен Антониу Паулу Бендже.
Все эти назначения были восприняты как укрепление позиций президента Лоренсу в противостоянии с консервативными «эдуардисташ» — типа Копелипы, Пайхамы, Дину Матроса, вице-президента Борниту ди Созы (в поддержку Лоренсу выступал, в частности, Сантана Петрофф). Однако с начала 2020-х обозначилась другая сторона. В Анголе усугубились социально-экономические трудности и обострилось политическое противостояние. Первоначальная «оттепель» президента Лоренсу постепенно сходила на нет. Усилились протестные настроения. Главной проблемой становилась не политическая оппозиция, а внесистемное брожение в социальных низах, которое власти приравнивали к криминогенности. Соответственно возросло значение силовой составляющей MININT во главе с генералом Лаборинью.
Полиция разгоняла студенческие выступления в Луанде, применяла оружие против шахтёрского бунта в Кафунфо-Куанго (Северная Лунда) и демонстрации УНИТА в Бенгеле, подавляла забастовку водителей столичных такси. Крупное столкновение произошло в Луанде из-за убийства полицейскими уличного торговца. Министр Лаборинью отмечает опасность криминогенности и требует от общества доверия к полиции. Оппоненты настаивают, что сложная ситуация с бытовым криминалом отражает антисоциальную политику властей.

## Министры
Пост министра внутренних дел Анголы с 1975 года занимали:
- Ниту Алвиш (1975—1976, MAI)
- Алешандре Киту (1978—1979, SEOI)
- Кунди Пайхама (1979—1980, MININT)
- Алешандре Киту (1980—1989, MININT)
- Франсишку Пайва Нвунда (1989—1992, MININT)
- Сантана Петрофф (1992—1997, MININT)
- Фернанду да Пьедаде Диаш душ Сантуш (1997—2002, MININT)
- Освалду Ван Дунен (2002—2006, MININT)
- Роберто Монтейру Нгонго (2006—2010, MININT)
- Себаштьян Мартинш (2010—2012, MININT)
- Анжело Вейга Тавариш (2012—2019, MININT)
- Эужениу Сезар Лаборинью (с 2019, MININT)